# Ecser
Ecser (slovakiska Ečer) är en liten stad i centrala Ungern. Den har en total area på 13,1 km² och ett invånarantal som år 2008 var 3 534 (248 invånare per km²). 
Ecser ligger nära Budapest och nära Ferihegy internationella flygplats. Ecsers närmaste orter är Maglód, Vecsés, Üllő och Gyömrő. Motorvägen M0 passerar nära staden. Ecser har slovakisk minoritet.

## Historien
Ecsers första skriftliga notering är från 1315. När stora delar av landet befann sig under osmanskt välde under 1500- och 1600-talet, saknades befolkning i Ecser. Strax efter 1699 hade folk åter börjat flytta in i staden. 

## Galleri

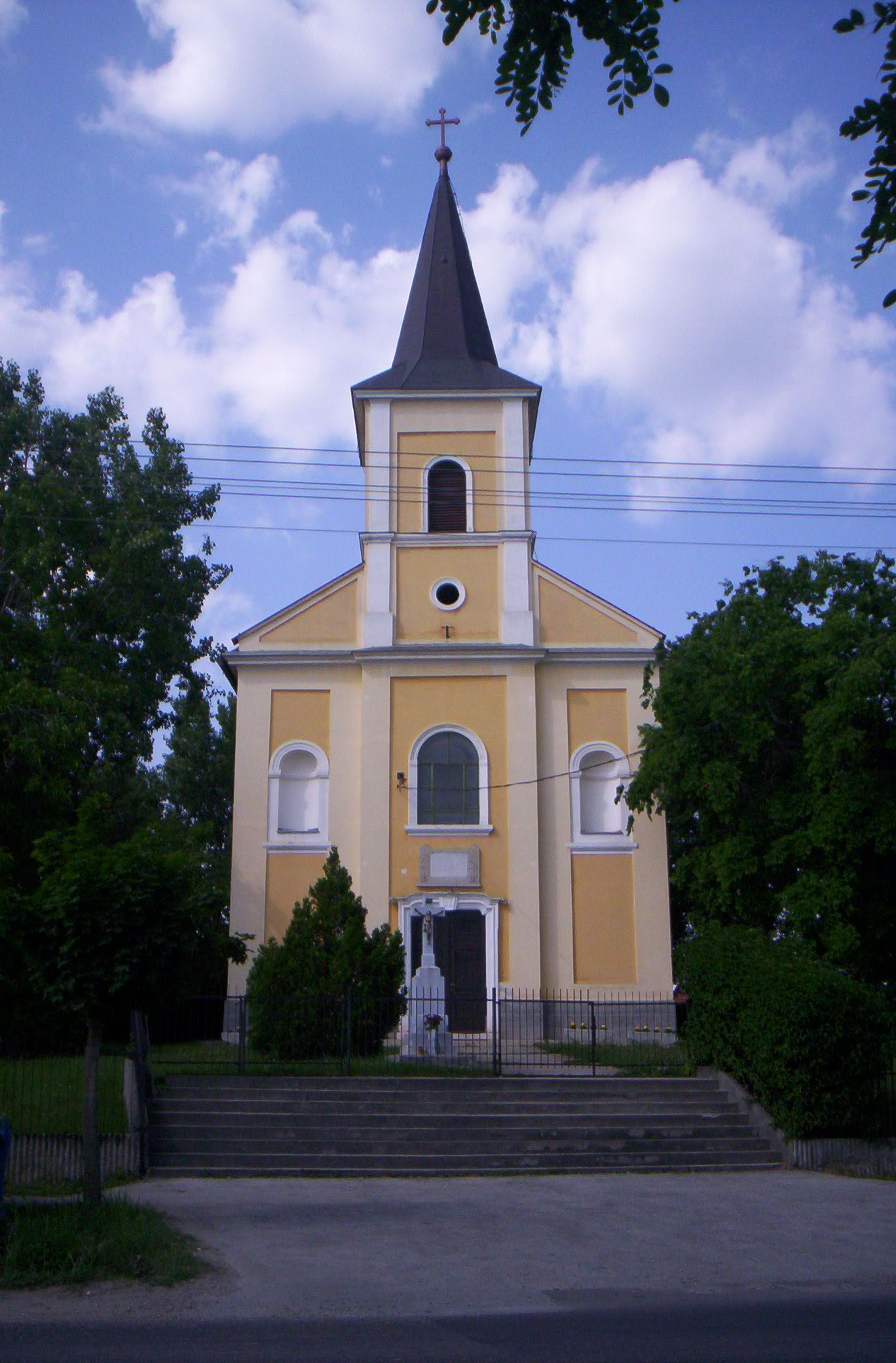
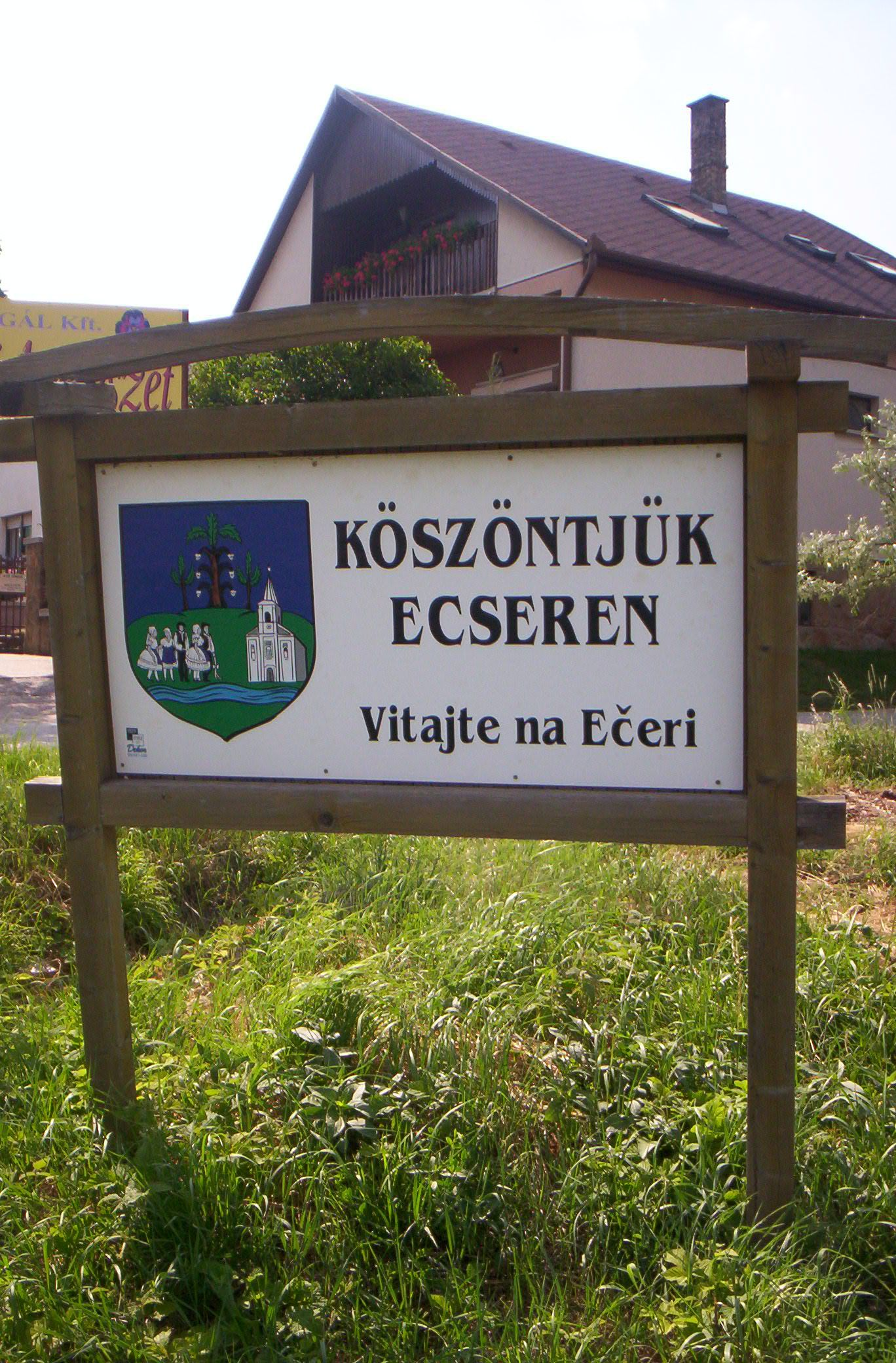
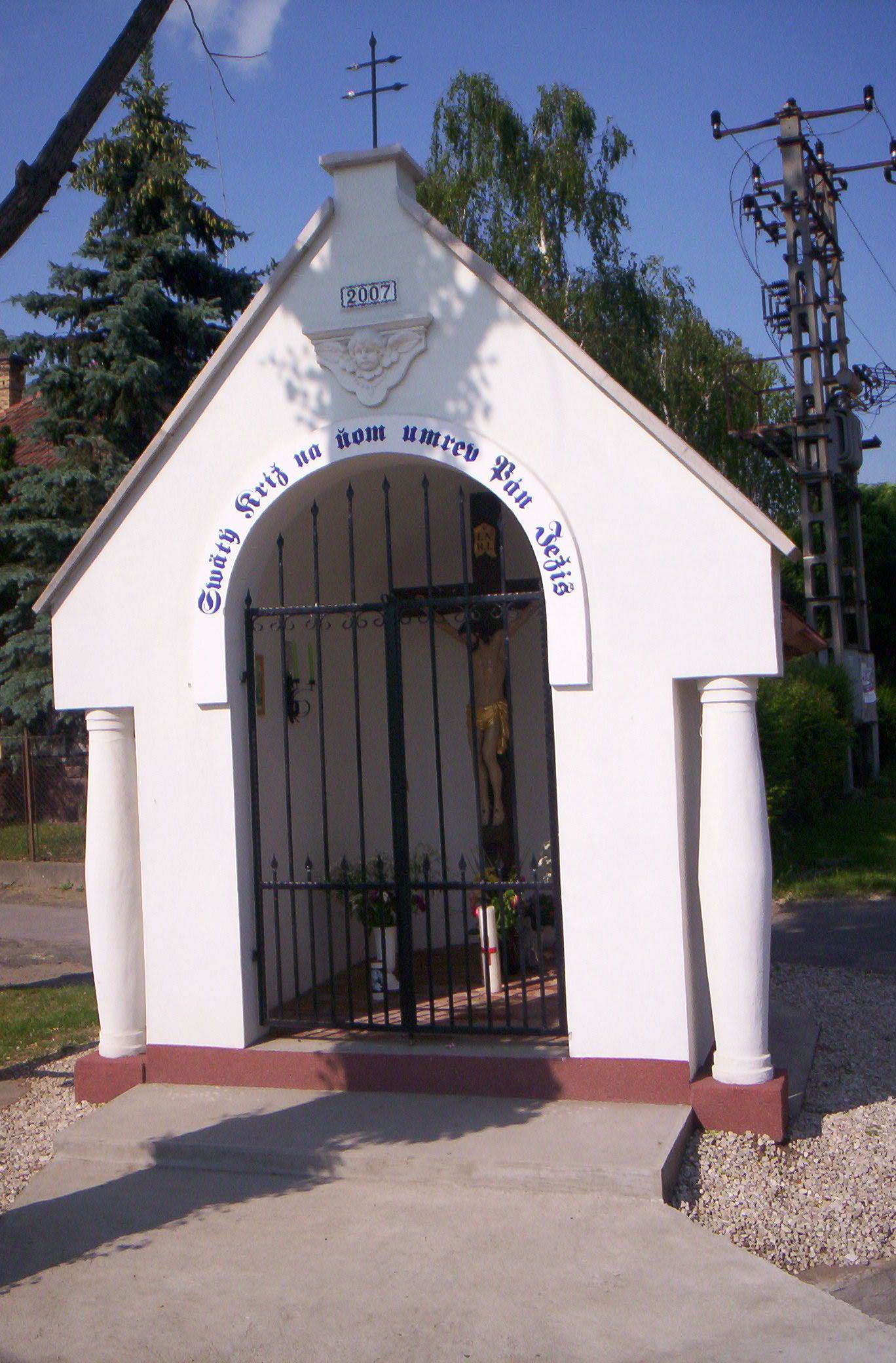
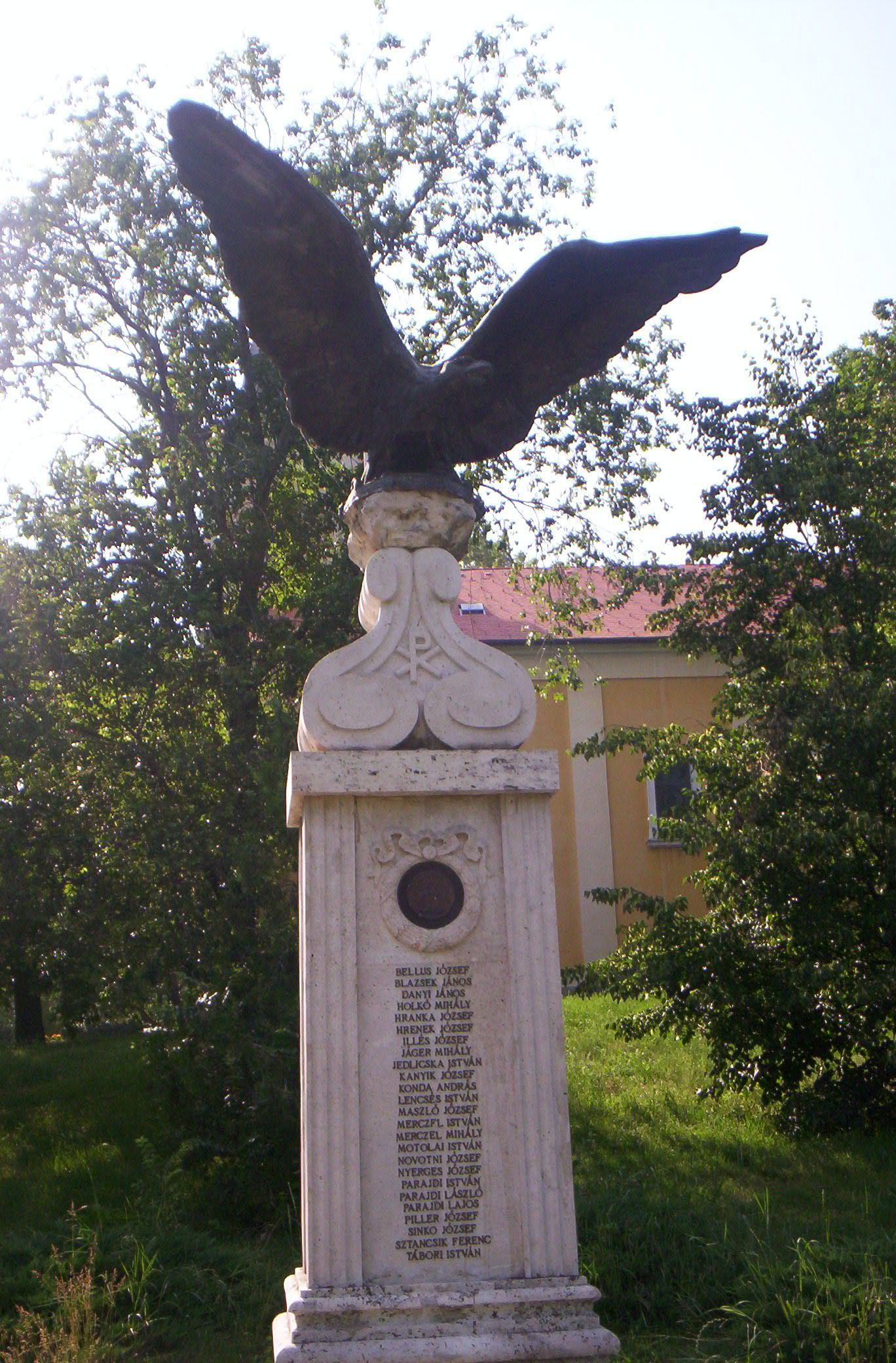
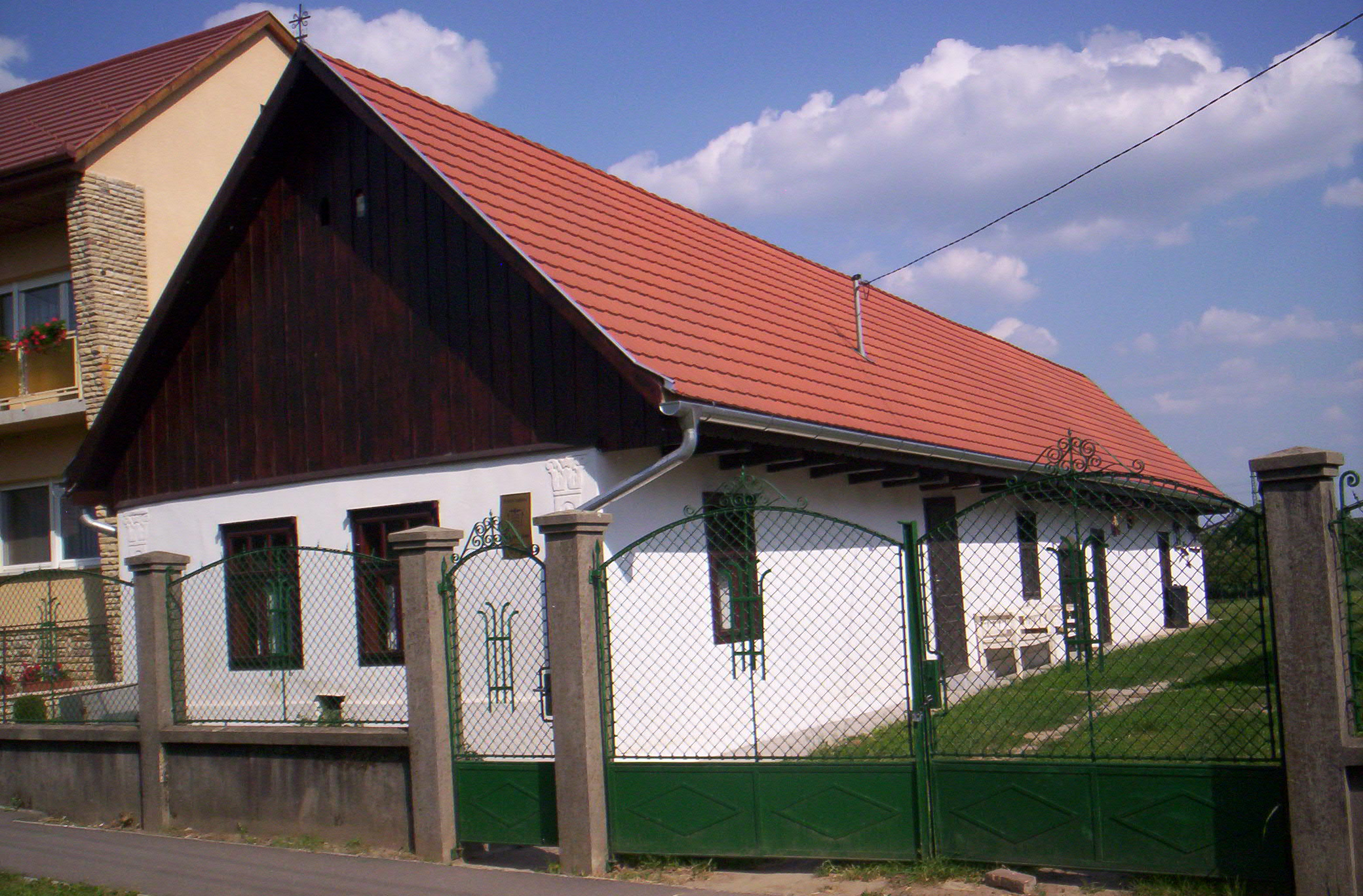
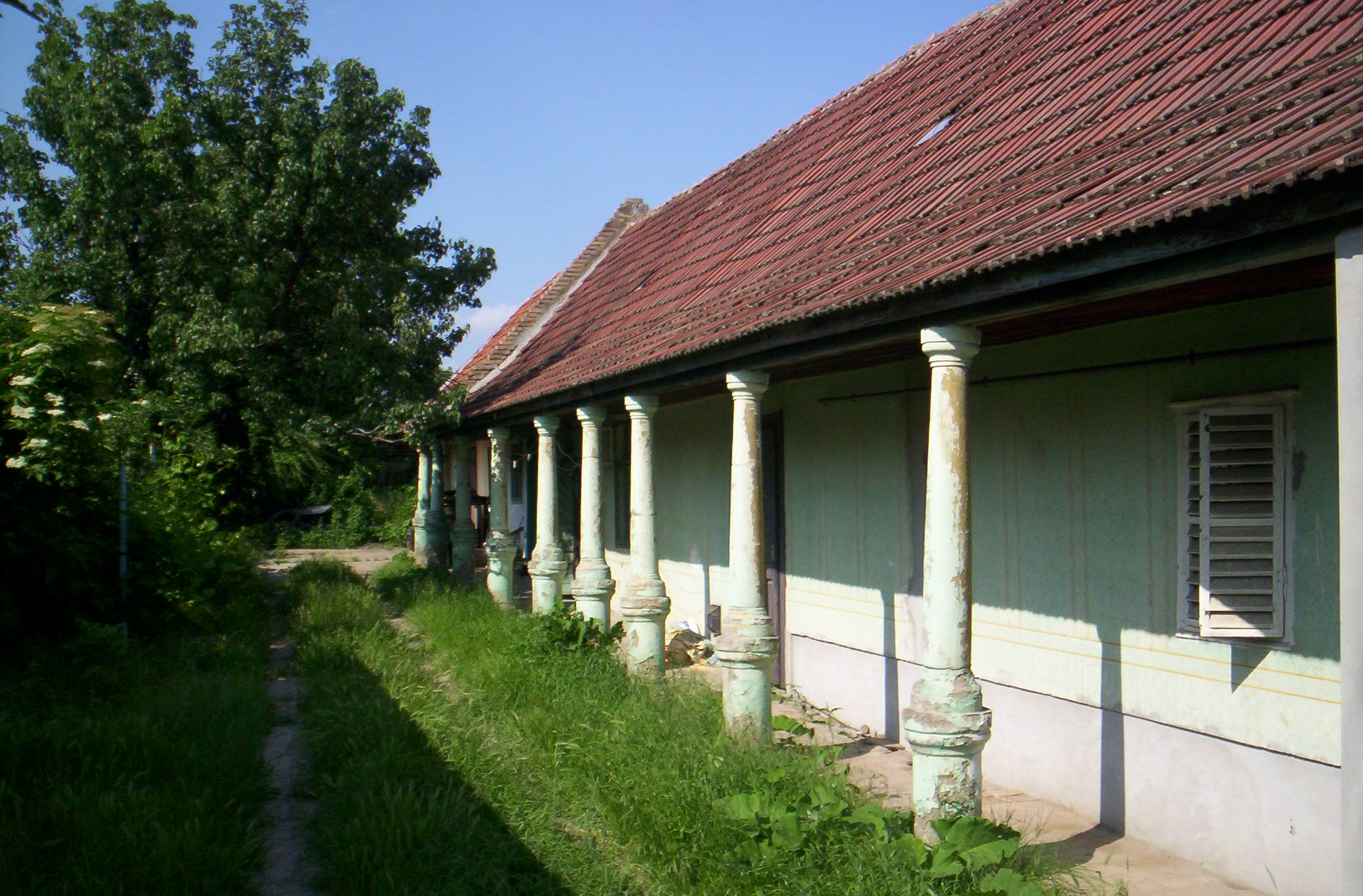
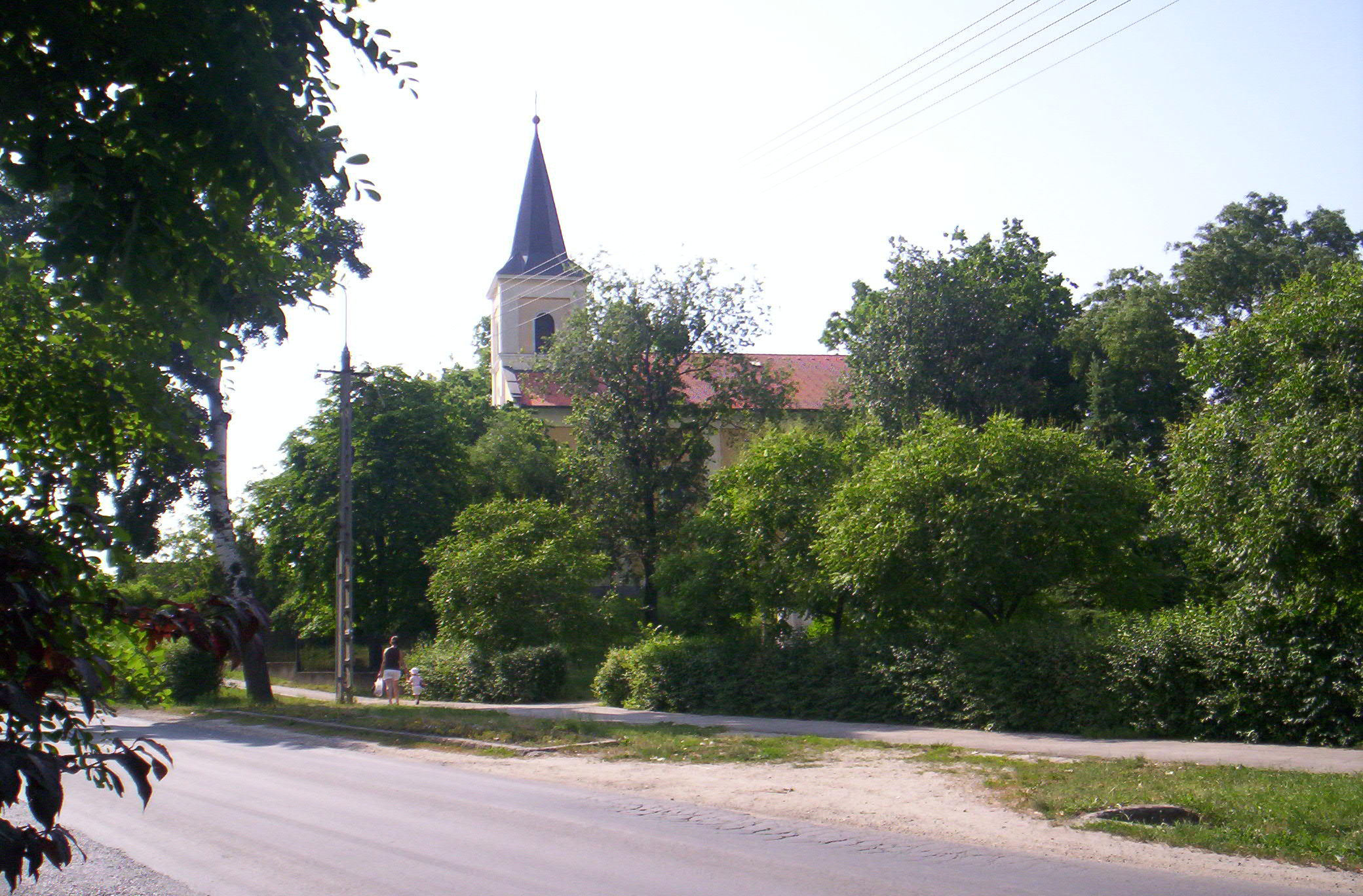
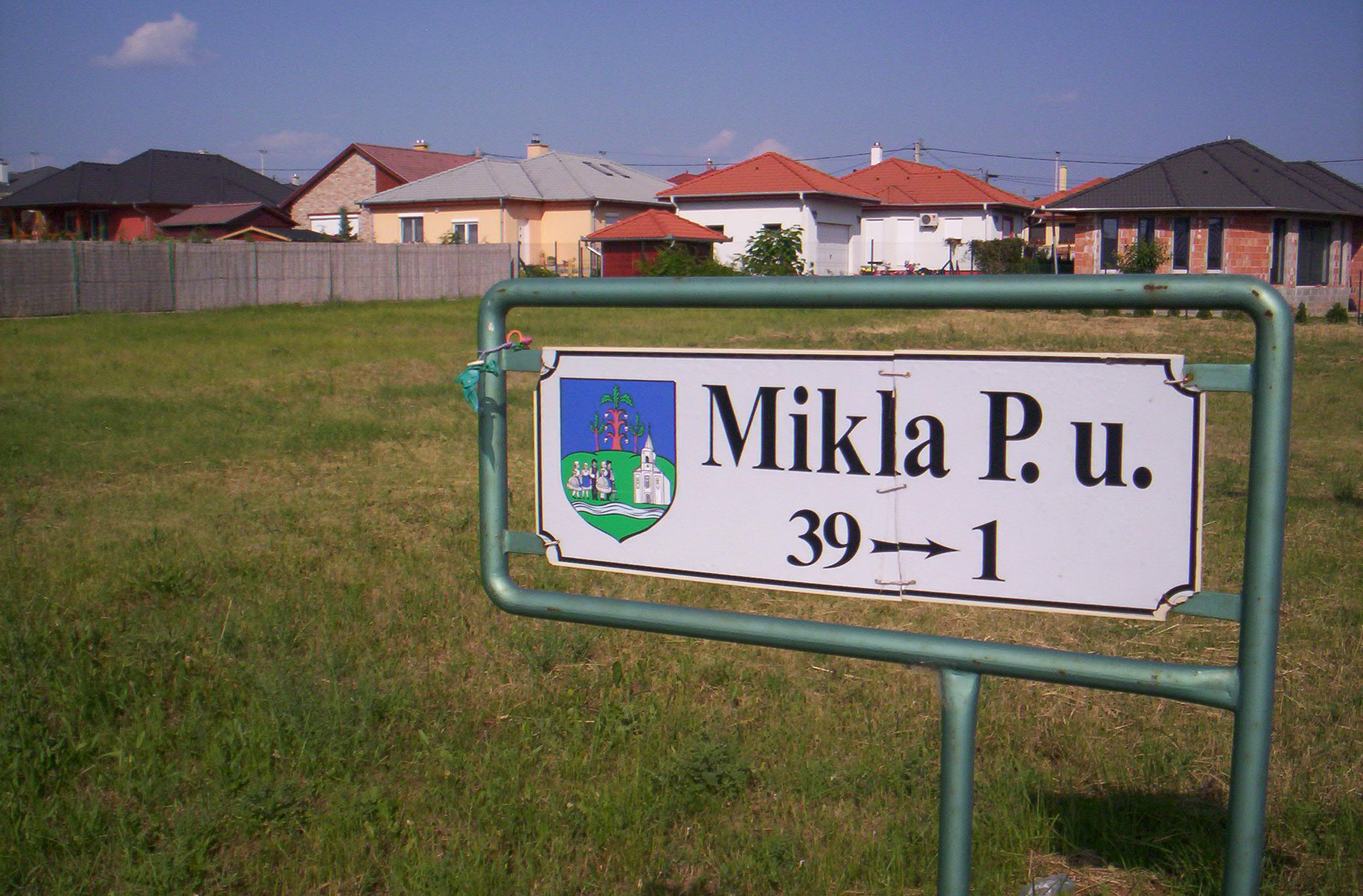
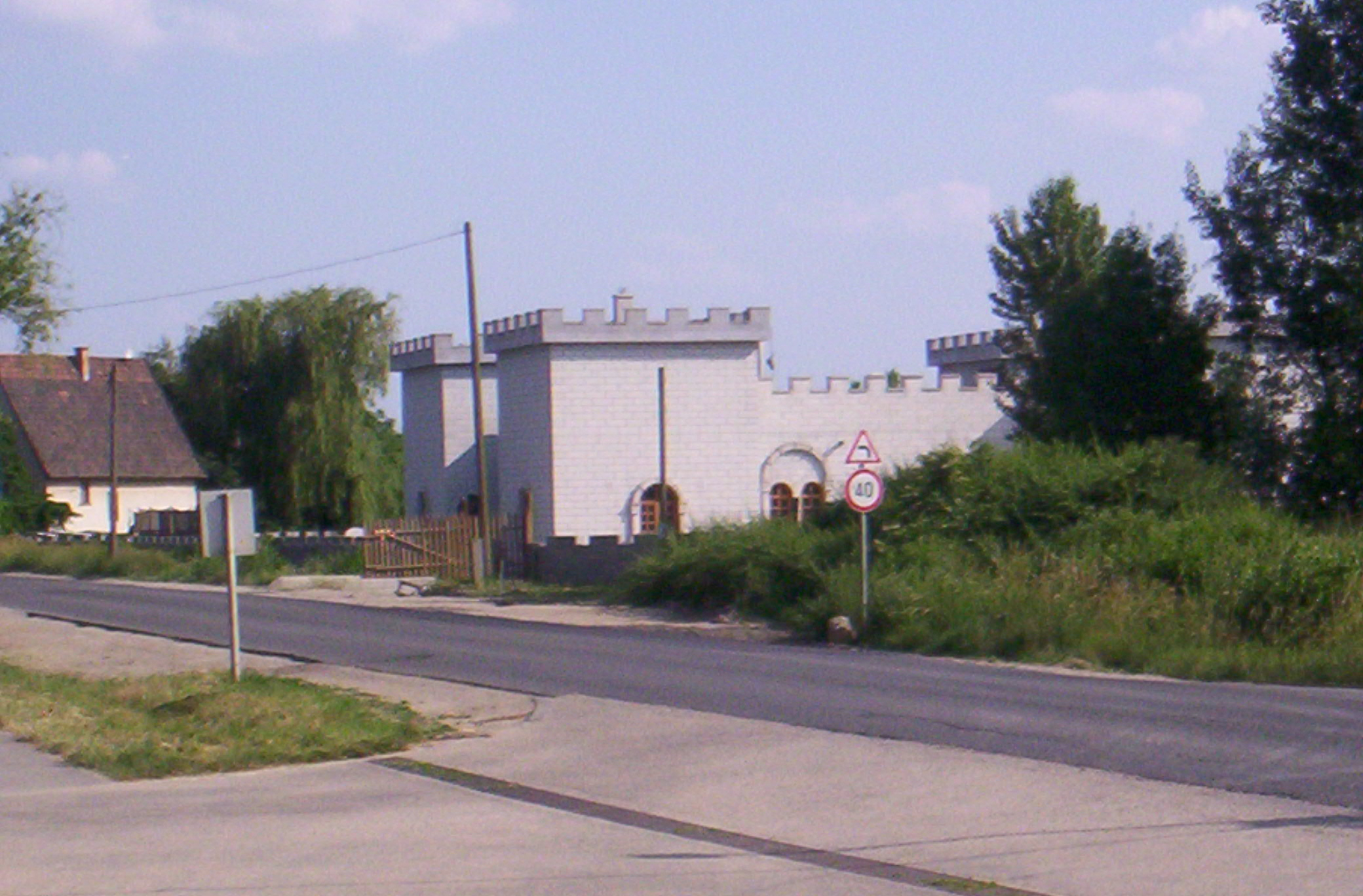
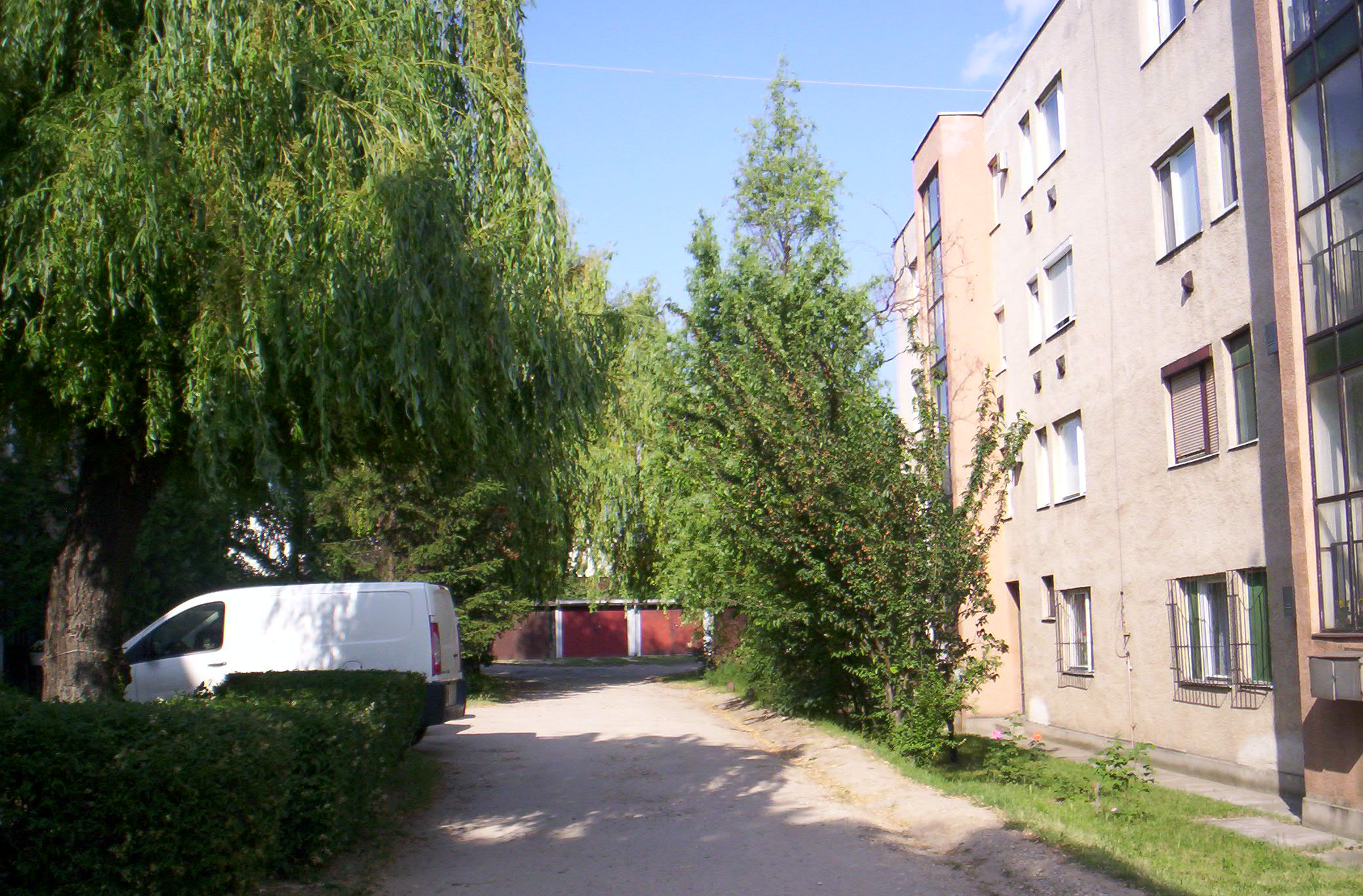
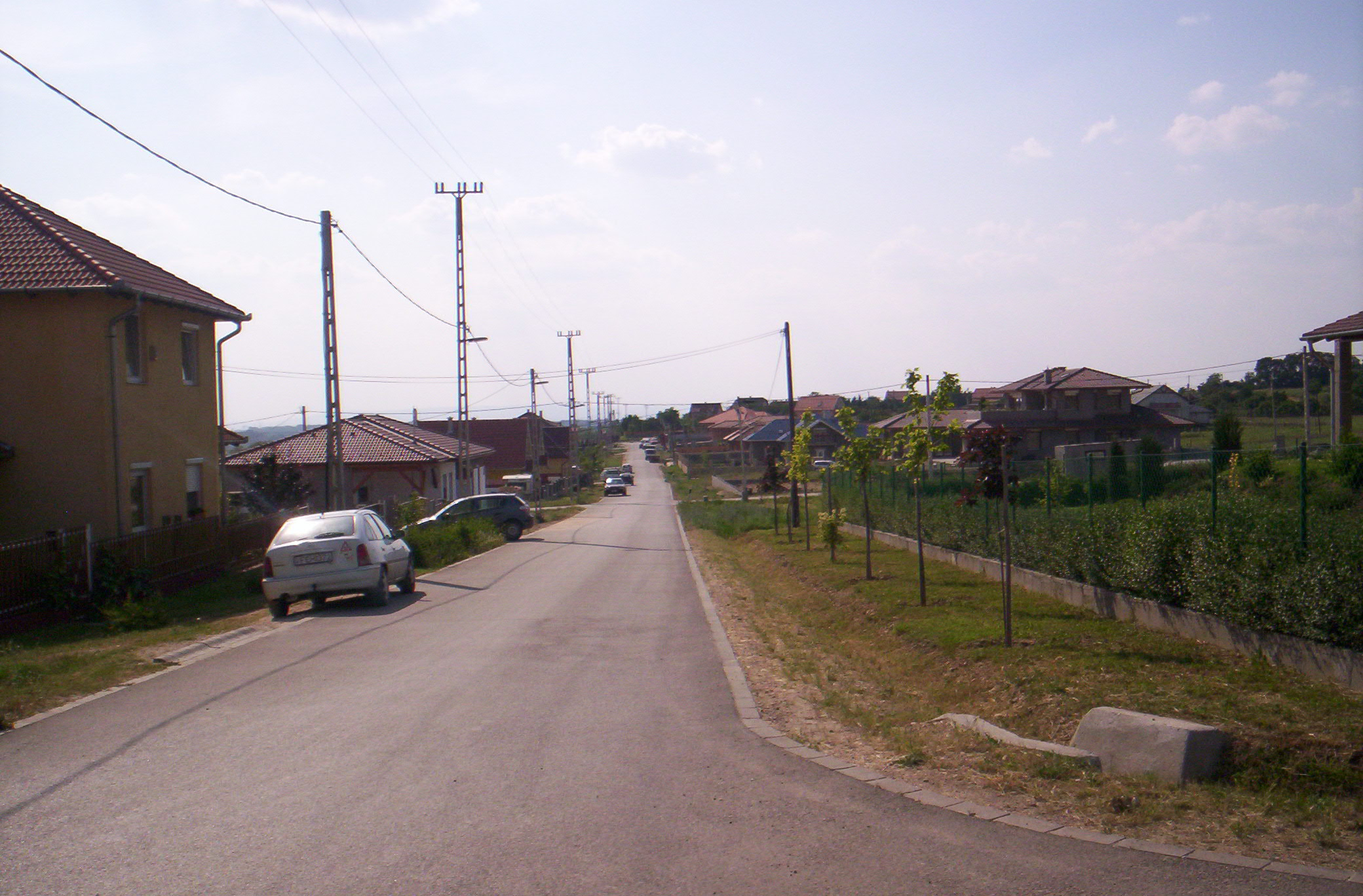
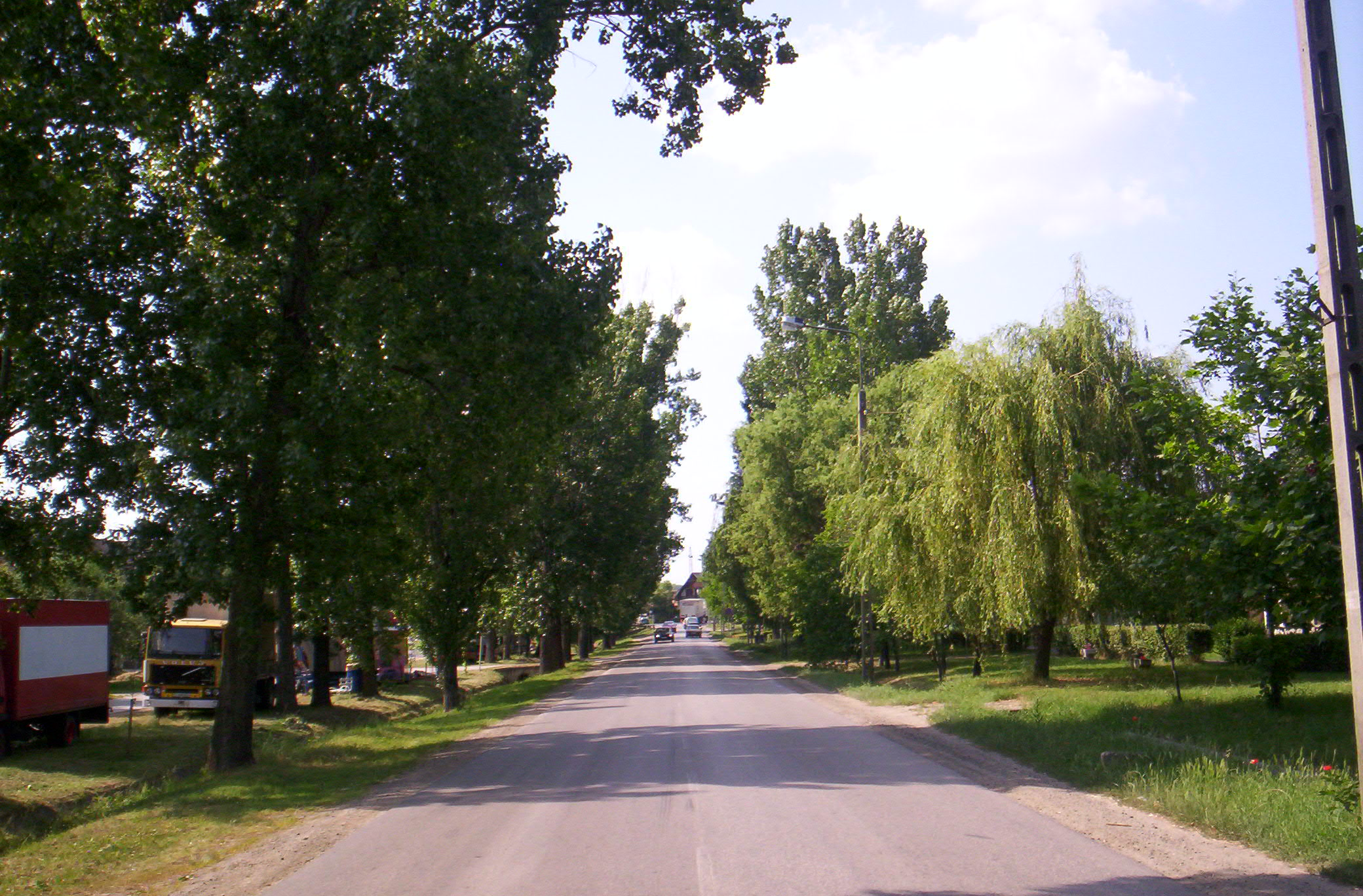

## Vänorter
- Zlaté Klasy
- Kumbag